# ハンブルク天文台
ハンブルク天文台、またはベルゲドルフ天文台（Hamburger Sternwarte）は1968年からはハンブルク大学が運営する天文台である。 
天文台はヨハン・レプソルトが私設の天文台を1802年に設立したのに始まる。ナポレオン戦争で破壊された後、1825年に再建された。光害の悪化による1906年にベルゲドルフ（Bergedorf）に移動することが決定され、1909年に最初の観測機器が移設された。